# Pfarrkirche Leobendorf (Niederösterreich)

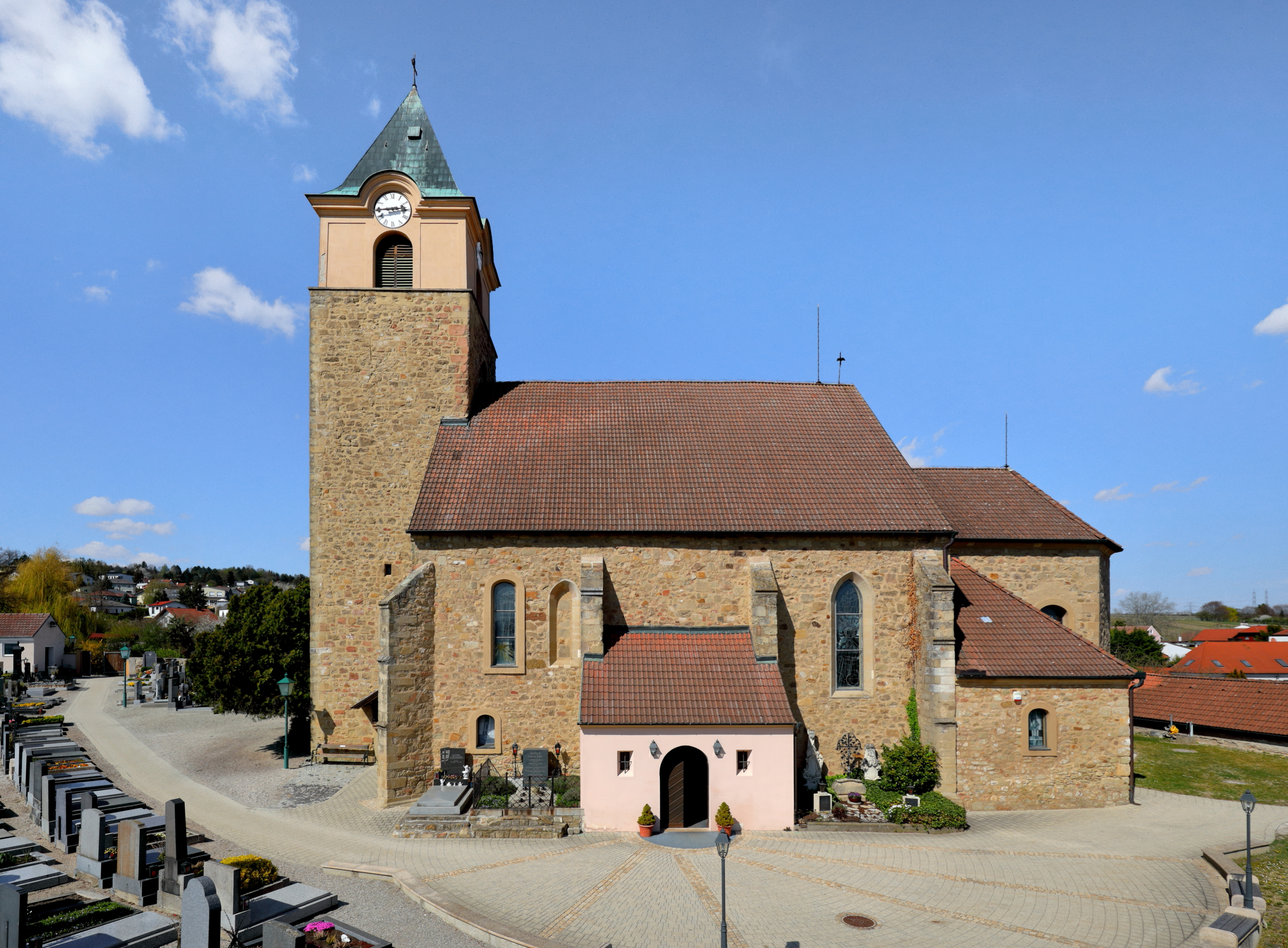
Katholische Pfarrkirche hl. Markus in Leobendorf

Die römisch-katholische Pfarrkirche Leobendorf steht leicht erhöht am Westrand des Ortes in der Marktgemeinde Leobendorf im Bezirk Korneuburg in Niederösterreich. Die dem Patrozinium hl. Markus unterstellte Pfarrkirche gehört zum Dekanat Korneuburg im Vikariat Unter dem Manhartsberg in der Erzdiözese Wien. Die Kirche steht unter Denkmalschutz (Listeneintrag).

## Geschichte
Die Pfarre wurde um 1050 gegründet. Von 1451 bis 1788 war die Pfarre dem Kloster Waldhausen inkorporiert.
Der gotische Kirchenbau entstand in der ersten Hälfte des 14. Jahrhunderts und wurde im 15. Jahrhundert verändert. Das Langhaus wurde im 17. Jahrhundert barockisiert. Nach einem Brand erfolgte 1733/1734 ein Umbau.

## Architektur
Das breit gelagerte Langhaus hat gotische Außenmauern aus Bruchsteinmauerwerk und hohe Strebepfeiler, die zweimal durch sich verkröpfende Gesimse unterteilt sind. Die Langhaussüdwand hat barocke Rundbogenfenster und beim östlichen und westlichen Joch vermauerte gotische Spitzbogenfenster. An der Westfront steht ein vorgestellter quadratischer Turm, die Untergeschoße entstanden 1432. Er zeigt Ortsteine und Schlitzfenster und an der Westseite ein spätgotisches Schallfenster mit abgefastem Gewände. Das barocke Glockengeschoß hat rundbogige Schallfenster. Der Turm trägt ein Zeltdach nach 1945. An der Westfront nördlich des Turmes gibt es ein vermauertes gotisches Spitzbogenportal mit einer Rundstabumrahmung. Der Chor mit einem Fünfachtelschluss hat im Schluss ein Spitzbogenfenster und sonst barocke Rundbogenfenster. Südlich am Chor steht eine eingeschoßige Sakristei aus der ersten Hälfte des 14. Jahrhunderts mit spitzbogigen Schlitzfenstern im Osten und sonst barocken Rundbogenfenstern.
Gotische Wandmalereien um 1340 wurden 1952 im Chor freigelegt.

## Ausstattung
Der barocke Hochaltar aus der ersten Hälfte des 18. Jahrhunderts hat einen stuckmarmornen Aufbau über einem gekurvten Grundriss, ein hohes Postament, darauf Pilaster die Rundnische rahmend, darin ist eine Kopie einer Holzstatue Maria mit Kind aus der Mitte des 15. Jahrhunderts. Er trägt die spätbarocken Konsolfiguren der Heiligen Leopold und Florian und im Aufsatz den Evangelist Markus.
Die Orgel baute Ferdinand Salomon 1986.

## Grabdenkmäler
- Barocke Grabsteine, Grabkreuze aus Sandstein mit Reliefs 1782 und 1779 im Außenbereich
- Inschriftstein 1575 aus rotem Marmor und weitere Inschriftsteine mit 1685, 1735, 1758 in der Vorhalle